# 1744
Het jaar 1744 is het 44e jaar in de 18e eeuw volgens de christelijke jaartelling.

## Gebeurtenissen
januari
- 7 - In de Augustijnenkerk van Wenen vindt de huwelijksvoltrekking plaats tussen hertog Karel van Lorreinen en aartshertogin Maria Anna van Oostenrijk, zuster van keizerin Maria Theresia. Het paar zal naar Brussel komen als landvoogden van de Zuidelijke Nederlanden.
- 28 - De Nederlandse overheid dwingt de Moravische zendeling George Schmidt van Genadendal om de Kaapkolonie te verlaten door hem te verbieden om de doop te bedienen.

maart
- 15 - Frankrijk valt de Oostenrijkse Nederlanden binnen. De maarschalken Maurits van Saksen en Adrien Maurice de Noailles nemen Menen, Ieper en Veurne in.
- 26 - Karel van Lorreinen, zwager van keizerin Maria Theresia, in naam al drie jaar landvoogd van de Zuidelijke Nederlanden, arriveert eindelijk in Brussel.

mei
- 25 -  Karel Edzard van Oost-Friesland sterft kinderloos waardoor het graafschap vervalt aan het koninkrijk Pruisen.
- Mei -De Amsterdamse textielwerkers verenigen zich en gaan in staking voor een hoger loon. Sommige bedrijven gaan

hier op in maar sommige ook niet. 
september
- 7 - De omvangrijke bibliotheek van Isaac Le Long, groot 6.000 titels met oude handschriften, incunabelen en post-incunabelen, wordt geveild bij Salomon en Petrus Schouten in de Kalverstraat te Amsterdam. De opbrengst van de veiling bedraagt 5.000 gulden.

zonder datum
- Opening van Dommelsche Bierbrouwerij.
- Keizerin Maria Theresia wordt ingehuldigd als landsvrouwe van de Oostenrijkse Nederlanden.

## Muziek
- In Londen vindt de eerste uitvoering van Georg Friedrich Händels oratoria Semele en Joseph and his Brethren plaats
- Pietro Locatelli componeert 6 vioolsonates en 4 triosonates, Opus 8

## Beeldende kunst

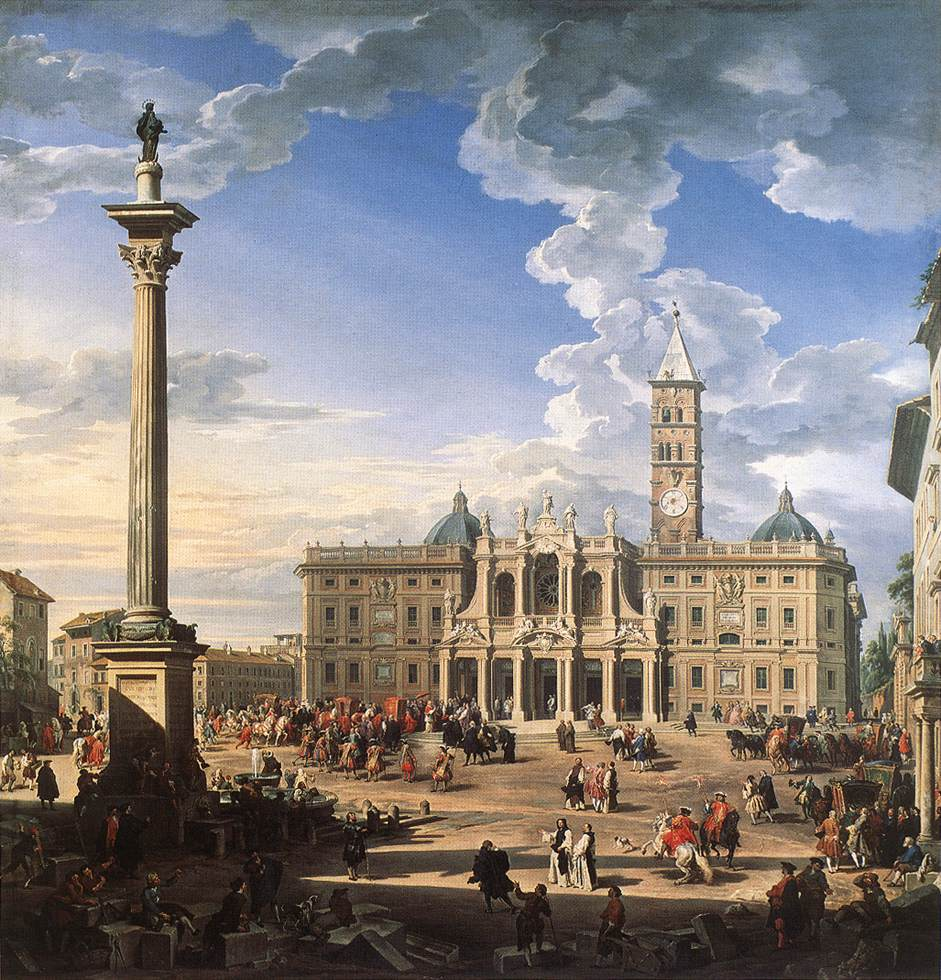
Piazza en Kerk Santa Maria Maggiore (1744) Giovanni Paolo Pannini
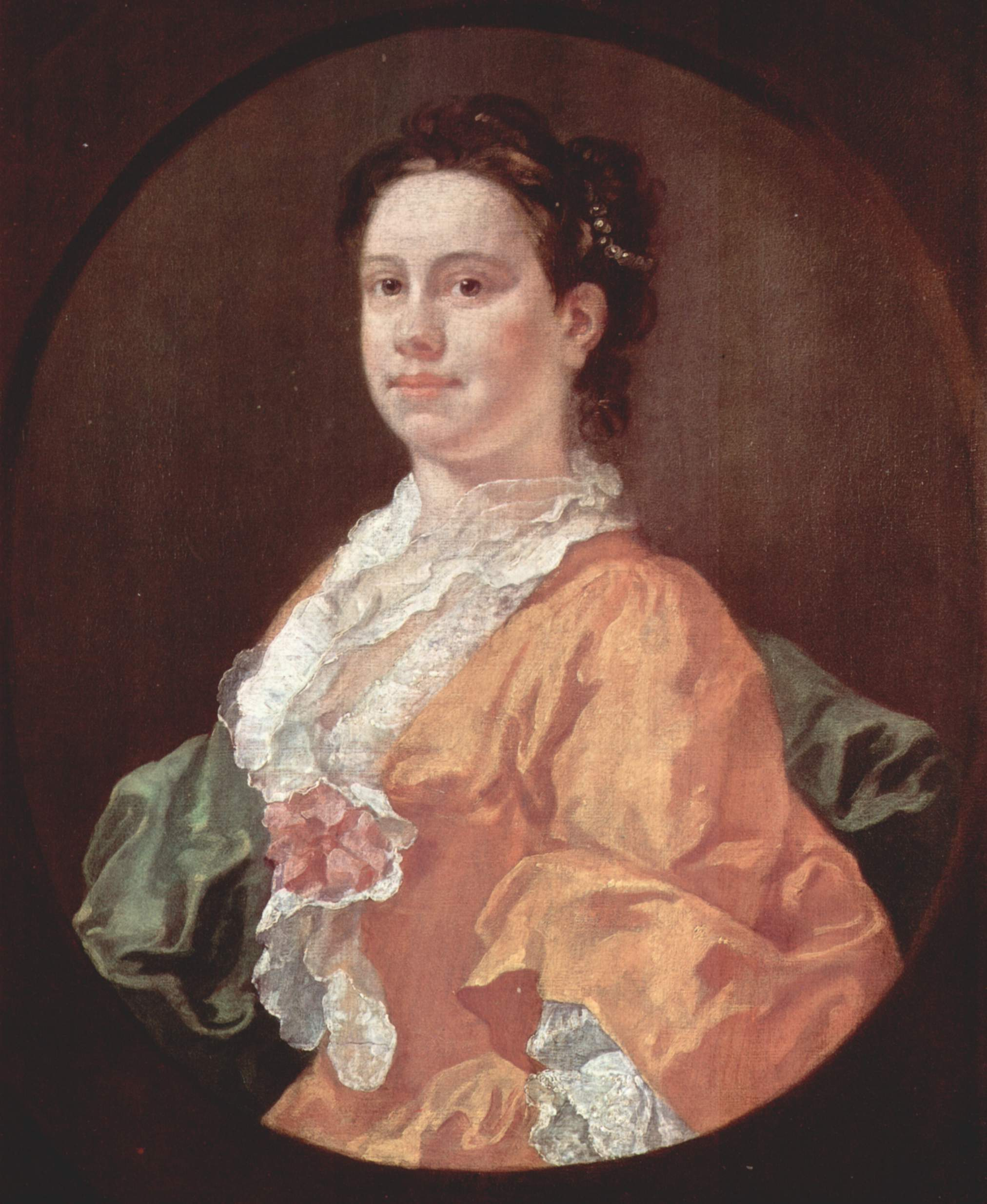
Portret van Madam Salter (1744) William Hogarth
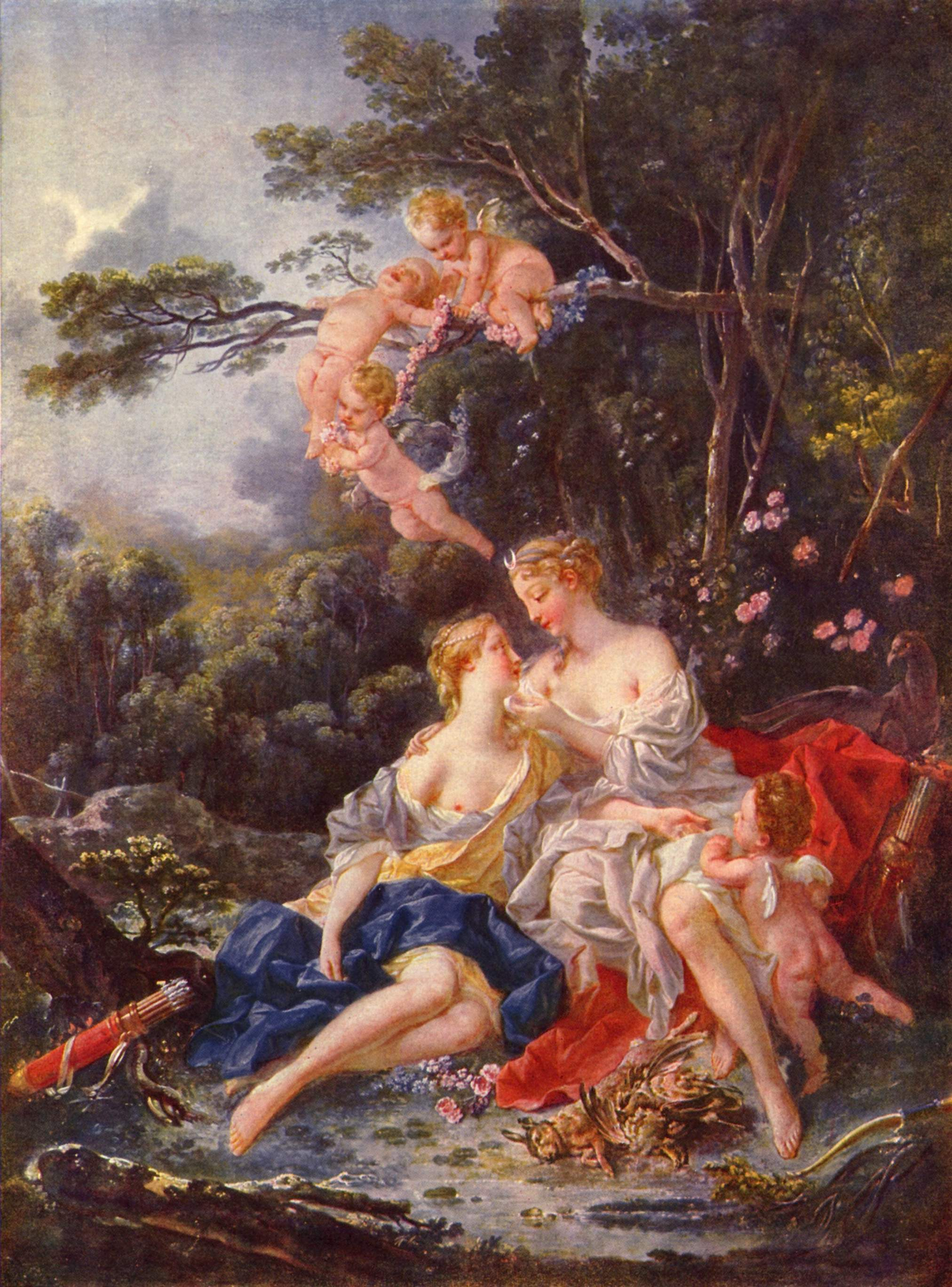
Jupiter en Kallisto (1744) François Boucher, Puschkin-Museum, Moskou

## Bouwkunst

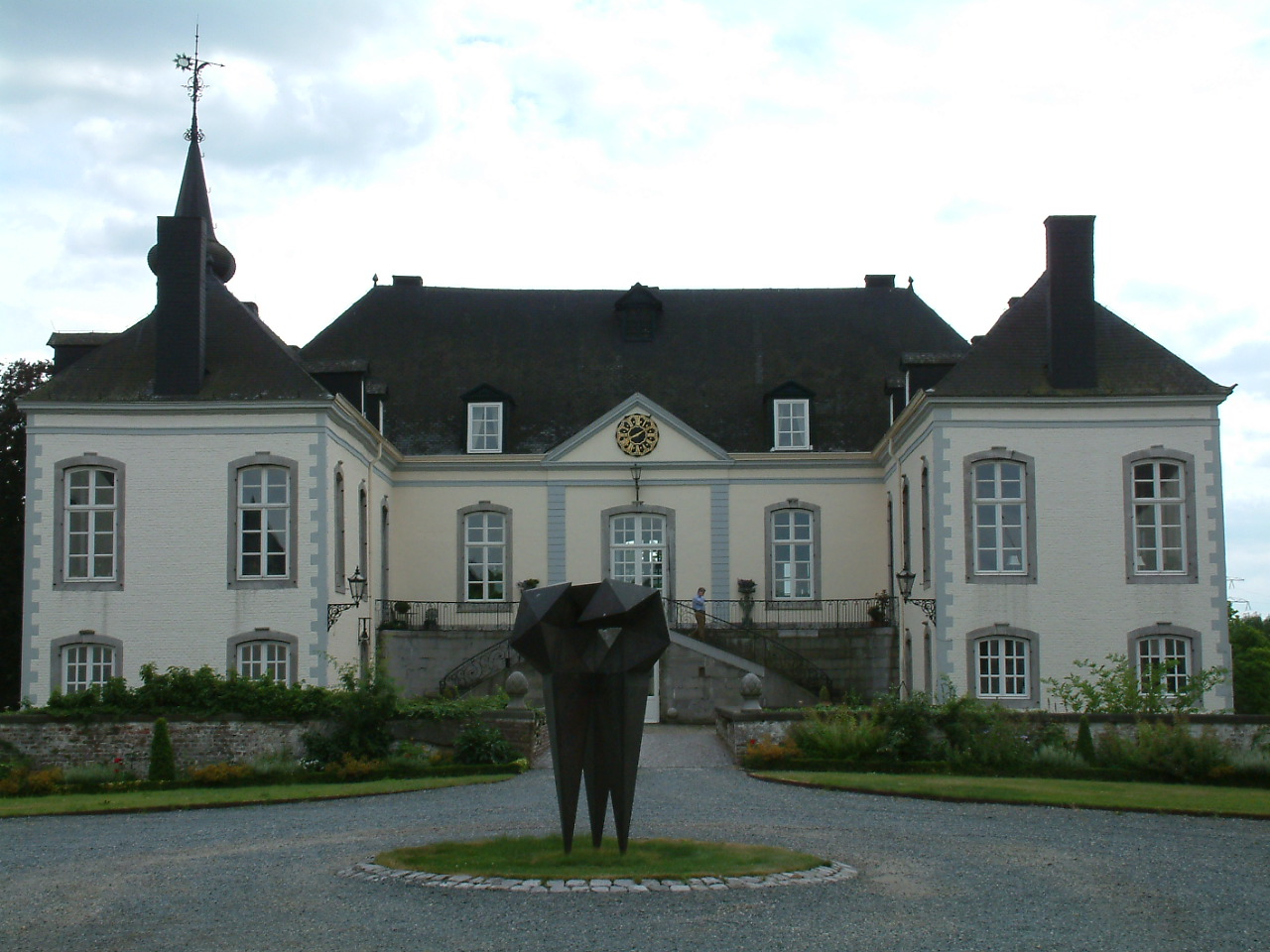
Kasteel Meerssenhoven, Itteren (1744)

## Geboren
februari
- 21 - Eise Eisinga, Nederlands planetariumbouwer (overleden 1828)
- 23 - Jan van Os, Nederlands kunstschilder (overleden 1808)

maart
- 13 - David Allan, Schots portretschilder en tekenaar (overleden 1796)

juni
- 24 - Wybrand Hendriks, Nederlands kunstschilder (overleden 1831)

augustus
- 1 - Jean-Baptiste de Lamarck, Frans bioloog (overleden 1829)

september
- 25 - Frederik Willem II, koning van Pruisen (overleden 1797)

november
- 11 - Abigail Adams, first lady (vrouw van John Adams) (overleden 1818)

december
- 4 - Wynoldus Munniks, Nederlands hoogleraar geneeskunde (overleden 1806)
- 12 - Johannes Theodorus Rossijn, Nederlands filosoof, wiskundige en hoogleraar (overleden 1817)

onbekend
- Gaetano Brunetti, Italiaanse componist (overleden 1798)
- John Gabriël Stedman, Schots-Nederlands legerofficier (overleden 1797)

## Overleden
januari
- 15 - Charles-Hubert Gervais (72), Frans componist
- 22 - Pierre Lepautre (84), Frans beeldhouwer

februari
- 29 - John Theophilus Desaguliers (60), Brits natuurfilosoof

april
- 25 - Anders Celsius (42), Zweeds astronoom en uitvinder van de temperatuurschaal Celsius

mei
- 30 - Alexander Pope (55), Engels dichter

juni
- 29 - André Campra (~83), Frans componist en sous-maître van de Chapelle royale